# Scontro a fuoco del bar dell'Angelo
Lo scontro a fuoco del bar dell'Angelo fu un episodio di violenza durante gli anni di piombo, avvenuto a Torino il 28 febbraio 1979 all'interno di un bar di via Paolo Veronese, nei pressi di piazza Stampalia. Nell'improvviso conflitto a fuoco tra alcuni agenti di polizia, richiamati nel locale dalla segnalazione di un esercente, e due componenti del gruppo terroristico Prima Linea, un poliziotto rimase ferito, mentre Matteo Caggegi e Barbara Azzaroni, due militanti dell'organizzazione presenti nel locale, vennero uccisi. I terroristi si trovavano nel locale per preparare un agguato al consigliere comunista Michele Zaffino, impegnato nel progetto del PCI di coinvolgimento della popolazione cittadina torinese nella lotta al terrorismo mediante la diffusione di questionari.
Le circostanze dello scontro a fuoco, la presunta delazione dell'esercente del locale e i rapporti di amicizia tra i militanti di Prima Linea innescarono una serie di successivi episodi violenti, come il fallito agguato di ritorsione alla bottiglieria di via Millio e l'uccisione per errore del proprietario del bar dell'Angelo, Carmine Civitate (Pallagorio, 16 luglio 1941 – Torino, 18 luglio 1979), in realtà estraneo alla vicenda.

## Storia

### Anni di piombo a Torino
A partire dal 1976 Torino era divenuta teatro di numerose iniziative di violenza politica da parte di una serie di organizzazioni terroristiche di estrema sinistra; nel contesto della città, altamente industrializzata e con una larga base operaia prevalentemente legata al PCI, al governo della città e della Regione dal 1975, i militanti di queste organizzazioni avevano potuto sviluppare una crescente attività criminale costituita da attentati intimidatori, devastazioni di beni, ferimenti e omicidi di politici locali, magistrati, giornalisti e componenti delle forze dell'ordine. In particolare le Brigate Rosse avevano organizzato una pericolosa colonna in città, costituita da militanti disciplinati e motivati, in grado di dispiegare una forte efficienza militare e di seminare il panico tra i giurati durante il processo al cosiddetto "nucleo storico" delle Brigate Rosse, in corso da oltre tre anni.
Dal marzo 1977 inoltre a Torino era attivo anche il nucleo più numeroso e pericoloso della nuova organizzazione di Prima Linea, gruppo terroristico caratterizzato da minore disciplina e compartimentazione rispetto alle Brigate Rosse, ma con forti legami di amicizia tra i suoi militanti, con una grande carica di violenza, con l'obiettivo di radicare le sue azioni nel contesto sociale concreto e combattere direttamente il cosiddetto "apparato repressivo dello Stato". In questo quadro di base si inserivano inoltre nel capoluogo piemontese una serie di formazioni minori capaci di compiere cruenti attentati e una base di violenza "diffusa" tra la minoranza giovanile politicizzata proveniente dal movimento del Settantasette. Le forze dell'ordine avevano risposto a questa crescente minaccia terroristica, potenziando le pattuglie volanti in servizio in città, incrementando i controlli improvvisi a tram, locali, auto private e mezzi pubblici, organizzando pattuglie in borghese.

Il terrorista di Prima Linea Matteo Caggegi, ucciso dalla polizia nel conflitto a fuoco del bar dell'Angelo il 28 febbraio 1979.

In questa situazione sempre più inquietante il Partito Comunista Italiano si fece promotore nel febbraio 1979 di iniziative volte a sollecitare la partecipazione diretta dei cittadini alla lotta contro l'eversione terroristica, ad isolare i militanti dell'estrema sinistra dalle loro potenziali basi di simpatizzati operaie e studentesche, ed a creare consenso sociale alla lotta per la difesa delle istituzioni democratiche della Repubblica. L'iniziativa più importante in questo senso fu presa dai comitati di quartiere del capoluogo piemontese che il 15 febbraio 1979 promossero la distribuzione di oltre 100.000 questionari alla popolazione per richiedere valutazioni sul fenomeno terroristico, proposte per sconfiggere la violenza politica ed anche aiuto concreto e partecipazione diretta mediante la comunicazione di informazioni utili alla forze dell'ordine per la lotta contro la criminalità politica. L'iniziativa del PCI, interpretata da alcuni come un invito alla delazione ed alla "caccia alle streghe", incontrò subito perplessità e dubbi da parte dei sindacati e di esponenti del mondo della cultura torinese.
I militanti di Prima Linea ritennero essenziale intralciare questi tentativi di pacificazione e attaccare militarmente uomini e strutture della politica democratica allo scopo di sabotare i processi di ricomposizione sociale e di coesione antieversiva. Dopo l'omicidio, a Milano a gennaio del 1979, del giudice Emilio Alessandrini, ritenuto dai terroristi magistrato capace, moderno e liberale e quindi da colpire in quanto avversario pericoloso per la crescita della lotta armata, i componenti del nucleo torinese di Prima Linea decisero di attaccare le strutture dirigenti del PCI locale impegnate nel progetto di distribuzione dei questionari antiterrorismo.

### Bar dell'Angelo
I terroristi di Prima Linea decisero quindi di colpire un esponente del PCI pienamente partecipe e favorevole al progetto del questionario: l'obiettivo venne individuato nel consigliere comunale Michele Zaffino, membro del consiglio circoscrizionale del quartiere Madonna di Campagna, zona torinese già interessata da fatti di criminalità politica. Avevano abitato in questo quartiere due dirigenti delle Brigate Rosse, Maurizio Ferrari e Rocco Micaletto, e vi erano stati arrestati nel 1975 altri due membri dell'organizzazione, Arialdo Lintrami e Tonino Paroli. A Madonna di Campagna erano presenti tra i giovani dell'estrema sinistra fenomeni di vicinanza all'eversione e di fiancheggiamento esterno alle varie formazioni combattenti.

I corpi di Matteo Caggegi e Barbara Azzaroni, distesi sul pavimento del bar dell'Angelo.

Il 28 febbraio 1979 un gruppo di fuoco di Prima Linea, composto da tre uomini e una donna, avrebbe quindi dovuto effettuare l'azione attaccando la sede del consiglio circoscrizionale di Madonna di Campagna e ferendo il consigliere Zaffino; gli esecutori materiali avrebbero dovuto essere Barbara Azzaroni (nome di battaglia "Carla"), ragazza di 29 anni maestra di asilo nido proveniente dagli ambienti dell'Autonomia Operaia di Bologna ed entrata in latitanza a Torino da alcuni mesi, e Matteo Caggegi ("Charlie"), giovane di 20 anni, operaio della Fiat, in precedenza militante di Lotta Continua. I due avevano appuntamento per discutere gli ultimi dettagli dell'azione con gli altri componenti del commando guidato da Fabrizio Giai (nome di battaglia "Ivan", uno dei dirigenti più noti di Prima Linea), nel bar-ristorante di via Paolo Veronese 340, il bar dell'Angelo, di proprietà da pochi giorni di Carmine Civitate. Caggegi e la Azzaroni entrarono quindi nel locale mentre Giai e il quarto componente rimasero fuori nell'auto, una Fiat 128 verde.

Il corpo di Barbara Azzaroni "Carla", uccisa nel conflitto a fuoco del bar dell'Angelo.

Mentre i due terroristi sostavano nel locale, armati e con giubbotti antiproiettile indossati sotto i cappotti, improvvisamente arrivarono davanti al locale tre volanti della polizia, allertati da una telefonata di segnalazione, e alcuni agenti entrarono subito nel bar dell'Angelo cogliendo di sorpresa Giai ed il suo compagno che non intervennero in aiuto né riuscirono a mettere in allarme Caggegi e la Azzaroni.
 Lo svolgimento dei fatti all'interno del bar sembrerebbe stato innescato dalla reazione di "Charlie" che, alla vista delle forze dell'ordine, avrebbe aperto il fuoco con la sua pistola P38 ferendo lievemente uno degli agenti, Antonio Nocito di 28 anni. Gli altri poliziotti risposero immediatamente al fuoco colpendo a morte i due terroristi che rimasero entrambi uccisi, nonostante indossassero giubbotti antiproiettili. Giai e il compagno, dopo aver assistito all'intervento delle forze dell'ordine, abbandonarono subito il luogo del conflitto a fuoco e riuscirono a sfuggire con l'auto.
I terroristi superstiti, molto scossi dalla fine di Caggegi e della Azzaroni, rientrarono nelle basi dell'organizzazione; Giai, si recò in un covo di Borgo San Paolo dove raccontò l'accaduto a Silveria Russo "Laura", e dove ebbe un crollo emotivo. Il giorno successivo ai fatti del bar dell'Angelo ed alla morte di "Carla" e "Charlie", i compagni di Prima Linea diramarono un comunicato commemorativo e minaccioso preannunciando la rappresaglia; i militanti dell'organizzazione di Torino, guidati da Maurice Bignami "Davide", il compagno della Azzaroni proveniente anche lui dall'Autonomia bolognese, da Fabrizio Giai e da Bruno La Ronga "Andrea", decisero infatti autonomamente una risposta immediata contro gli apparati dello stato.

### Conseguenze
Il fatto di sangue del bar dell'Angelo suscitò grande emozione nella città di Torino e giornali e televisioni diedero ampio risalto alla notizia; in particolare vennero diffuse immagini e riprese audiovisive del locale e dei corpi dei due terroristi stesi a terra, parzialmente svestiti, sommariamente ricoperti con una parte dei loro abiti, a piedi nudi con gli stivali disposti accanto ai cadaveri. La morte violenta di Caggegi e della Azzaroni provocò reazioni emotive molto intense nella base giovanile di estrema sinistra del movimento, vicina alle posizioni dei gruppi di lotta armata, insieme a richieste di rappresaglie e di risposte militari; ai funerali di Barbara Azzaroni a Bologna parteciparono in massa gli studenti dell'università in un'atmosfera emozionata, carica di tensione, di forte partecipazione e di richiami rivoluzionari estremistici.

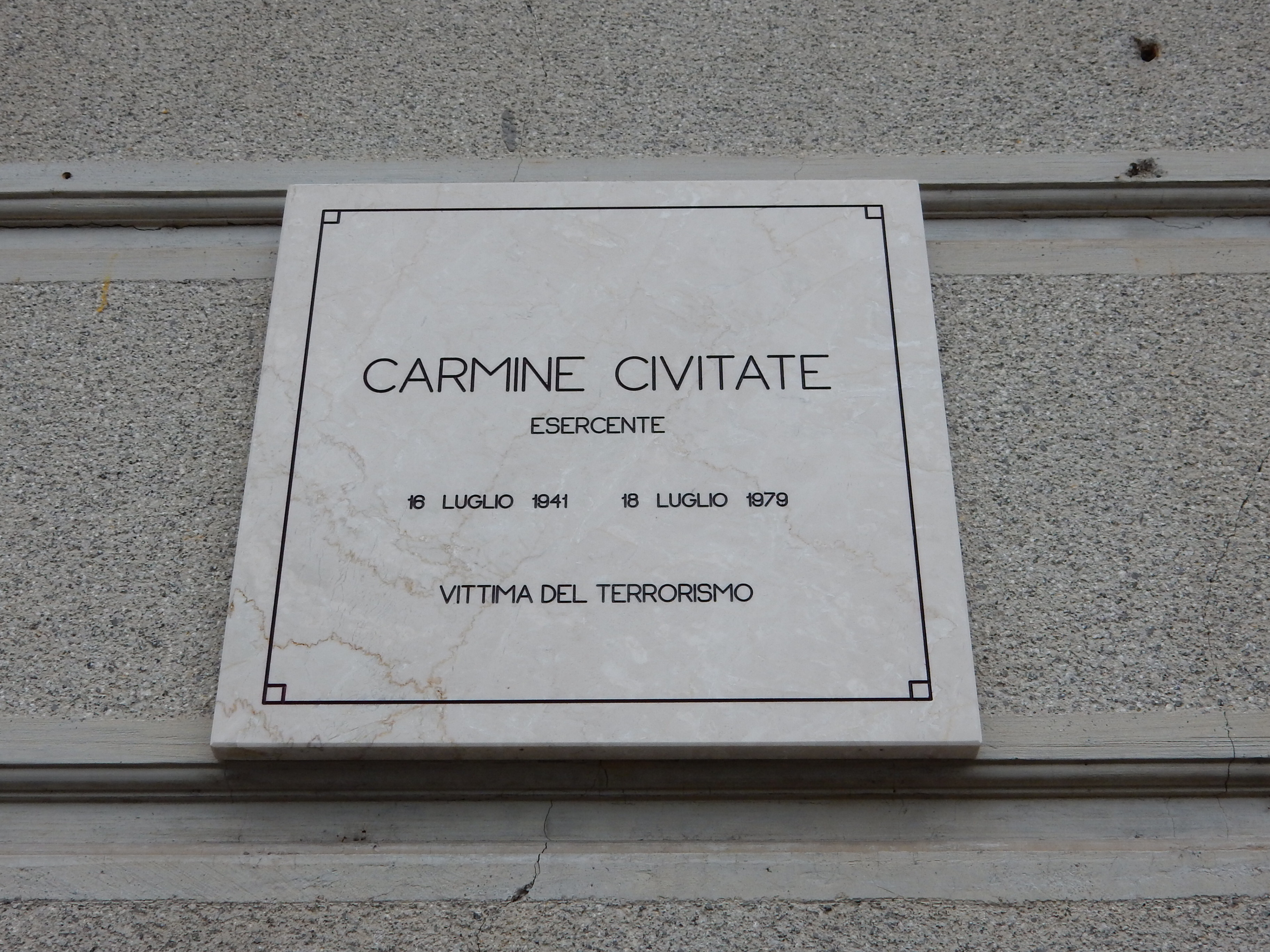
Il corpo di Carmine Civitate, il proprietario del bar dell'Angelo ucciso da Prima Linea il 18 luglio 1979.

Gli eventi del bar dell'Angelo in realtà finirono per innescare una sequenza di ulteriori fatti di sangue provocati dalla reazione violenta dei componenti di Prima Linea di Torino che, fortemente coinvolti emotivamente dagli avvenimenti, agirono in modo del tutto inconsulto e irrazionale. Il 9 marzo 1979 un commando di cinque uomini, guidato da Maurice Bignami, effettuò il tragico agguato di Via Millio contro una pattuglia della polizia che si concluse con feriti da entrambe le parti e la morte di un giovane, Emanuele Iurilli, che tornava a casa dalla scuola che frequentava e che era situata proprio nei pressi del bar dell'Angelo.
Il 18 luglio 1979, ancora desiderosi di vendetta, i militanti di Prima Linea organizzarono l'agguato, all'interno del bar dell'Angelo, contro il proprietario del locale, Carmine Civitate, ritenuto erroneamente, sulla base di informazioni confuse e inattendibili, l'autore della delazione che aveva allertato la polizia e permesso di cogliere di sorpresa Caggegi e la Azzaroni. Civitate venne ucciso da Bignami e Marco Donat-Cattin. Solo in un secondo tempo i terroristi appresero la totale estraneità del proprietario del locale ai fatti: durante l'attentato lo sfortunato barista, che aveva rilevato il bar appena un paio di settimane prima, era nel retro a dormire, e ad allertare le forze dell'ordine era stata la segnalazione del proprietario della tabaccheria vicino al bar che aveva notato i quattro giovani nella Fiat 128 perché si era insospettito quando Azzaroni e Caggegi gli avevano richiesto l'acquisto di maschere di carnevale quando in quel giorno si celebrava l'inizio della quaresima.
La serie di fatti di sangue collegata al bar dell'Angelo esemplificò tragicamente la realtà delle grandi città italiane del nord negli anni del cosiddetto "terrorismo diffuso": una lunga serie di vicende caratterizzate da furori ed emotività, da una grande carica di violenza non solo a sfondo ideologico, da avventurismo politico, da una cultura della rappresaglia e del giustizialismo, dall'irrazionalità e dalla confusione ideologica della base giovanile vicina alle posizioni della lotta armata. Gli eventi del bar dell'Angelo segnarono anche l'inizio della fine dell'organizzazione Prima Linea, lacerata da contrasti interni, disgregata dall'efficace attività delle forze dell'ordine e dal fenomeno del pentitismo, degenerata in una serie di inutili e sanguinose azioni militari sempre più violente e irrazionali.

## Memoria
In data 16 novembre 2016 il comune di Torino e l'Associazione Italiana Vittime del Terrorismo hanno apposto una targa sul muro esterno del luogo dove si trovava il bar, in ricordo dell'uccisione di Carmine Civitate, alla presenza dei familiari della vittima.